# Lac Andranofotsy
Der Lac Andranofotsy (Malagasy Farihin’ Andranofotsy) ist ein See im Distrikt Anjozorobe der Region Analamanga (ehemalige Provinz Antananarivo) im Zentrum von Madagaskar. 4,7 Kilometer nördlich liegt der Ort Ambatomanoina.
Der See ist 2,5 Kilometer lang, 1,1 Kilometer breit und liegt 994 Meter über dem Meeresspiegel.